# Вадим Чиколовець

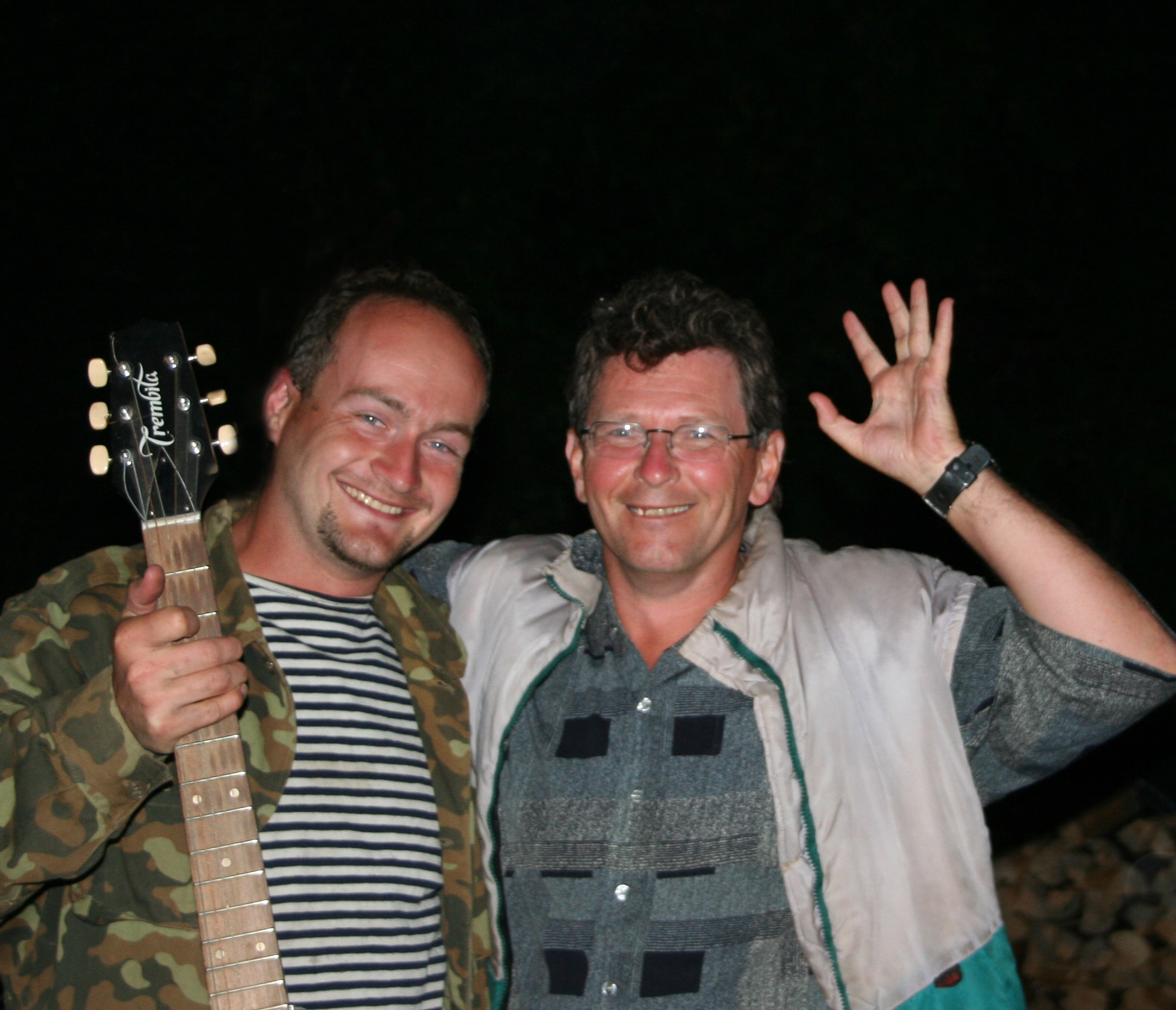
Вадим Чиколовець з колегою (Віктор Радченко) на біостанції Ново-Іллєнко (на річці Деркул), 14.07.2008.

Вадим Чиколовець — український зоолог, лепідоптеролог, один з найпродуктивніших за кількістю монографічних праць зоологів сучасної України. Один з авторів зведення «Денні метелики України».

## Доробки

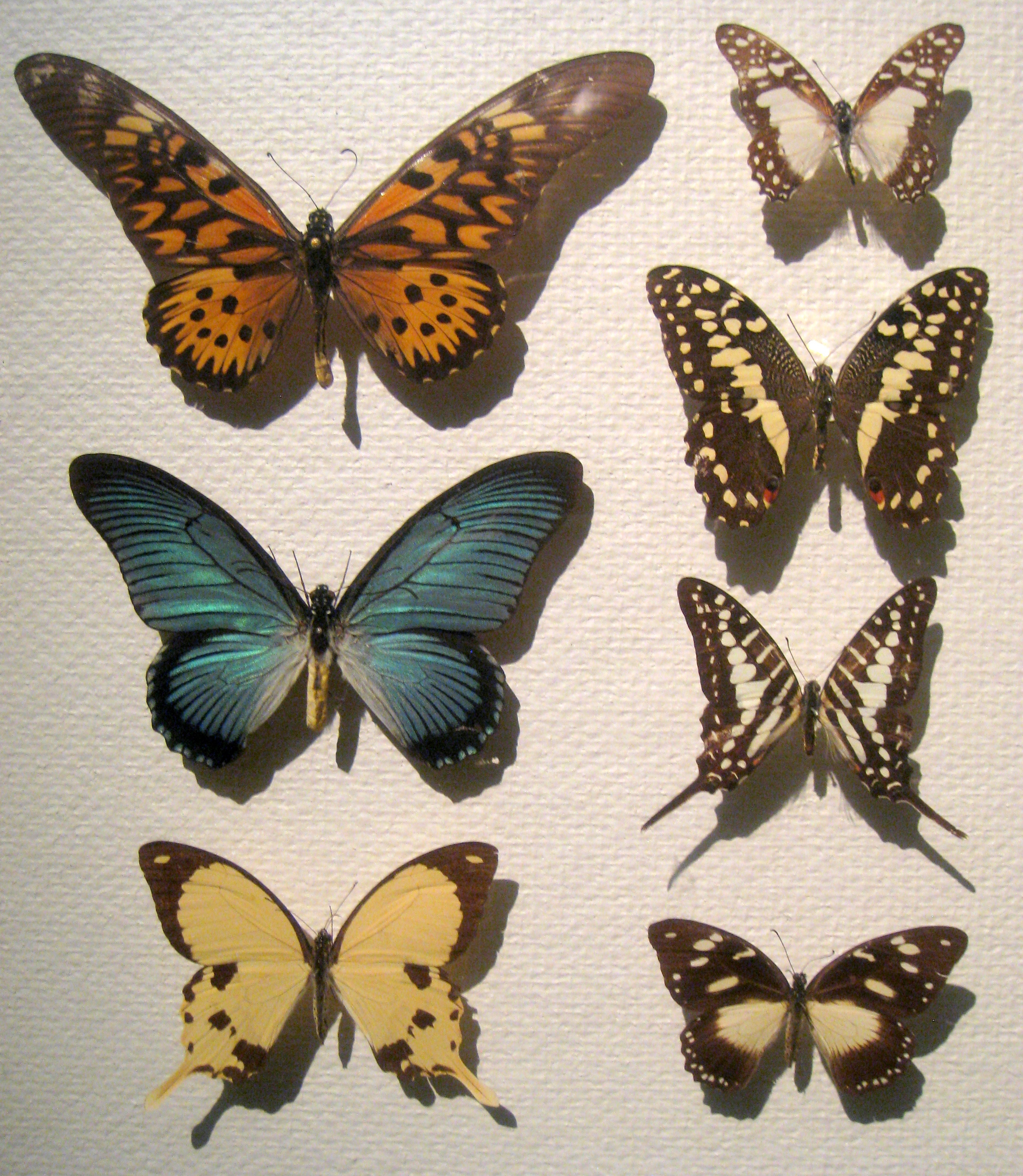
Косатцеві (Papilionidae) — один з об'єктів досліджень Вадима Чиколовця.

Серед інших є низка праць, підготовлених спільно з Юрієм Павловичем Некрутенком:
- Некрутенко Ю. П., Чиколовец В. В. 1995. Критические заметки к публикациям Ж. Балинта по голубянкам Центральной Азии с установлением новых синонимов (Lepidoptera, Lycaenidae). — Журн. Укр. ентомол. т-ва 2(1): 25-30.
- Некрутенко Ю. П., Чиколовец В. В. 1997. Новый вид рода Callophrys (Lepidoptera, Lycaenidae) из Туркмении. — Журн. Укр. ентомол. т-ва 3(2): 3-4.
- Некрутенко Ю., Чиколовець В. 2005. Денні метелики України — Київ: Видавництво Раєвського, 2005. — 232 с.

За підсумками дальніх експедицій видав понад 10 великоформатних атласів метеликів різних країн і природних регіонів Центральної і Південної Азії (Туркменістану, Киргизстану, Ірану, Іраку, Афганістану, Пакистану, Казахстану, Кавказу, Китаю, Тибету, Ладаку тощо). 
Наприклад, книжка «Денні метелики України», видана 2005 року у співавторстві з Юрієм Павловичем Некрутенком у видавництві Володимира Раєвського, містить 156 ілюстрацій, 198 карт, 62 кольорові таблиці.
Повний список публікацій — як статей, так і книжок — вміщено на персональній сторінці дослідника на сайті ННПМ.

## Нові таксони
Перелік нових таксонів і публікацій про них В. Чиколовця розміщено на Віківидах [Архівовано 25 березня 2018 у Wayback Machine.].